# Вищакас, Юргис Карлович
Юргис Карлович (Каролио) Вищакас (лит. Jurgis Viščakas) — советский учёный в области физики полупроводников и лазерной спектроскопии, академик АН Литовской ССР (1976).

## Биография
Родился 18 апреля 1927 года в Вильнюсе в семье радиоинженера и учительницы начальных классов.
В 1939—1944 гг. учился в Первой Вильнюсской гимназии, в 1944—1946 гг. — в гимназии для взрослых.
В 1945 году принят вольным слушателем на физико-математический факультет Вильнюсского университета, там же с 1946 г. работал старшим лаборантом. В 1946 г. сдал экзамены за первый курс и был зачислен на второй.
В 1950 г. окончил университет и начал свою преподавательскую деятельность. В 1959 г. защитил кандидатскую диссертацию (научный руководитель Повилас Бразджюнас):
- Некоторые оптические, электрические и фотоэлектрические свойства поликристаллических слоев CdSe : диссертация … кандидата физико-математических наук : 01.00.00. — Вильнюс, 1958. — 169 с. : ил.

В 1960—1970 гг. — заведующий кафедрой, с 1977 г. — профессор.
В 1969 г. защитил докторскую диссертацию:
- Фотопроводимость высокоомных полупроводников и электрофотографический процесс : диссертация … : доктора физико-математических наук : 01.00.00. — Минск, 1968. — 563 с. : ил.

Читал лекции в Варшаве, Лодзи, Цюрихе, Праге, Варне, Магдебурге, Будапеште, Кракове.
В 1976 г. избран академиком АН Литовской ССР по отделению «экспериментальная физика».
С 1977 по 1988 г. директор Института физики Академии наук ЛССР. Оставил должность после обвинений в злоупотреблении спиртными напитками.
Погиб в результате тяжёлой травмы: поднимаясь по лестнице в квартиру друга, упал и сильно разбил голову о ступеньки. Умер в вильнюсской больнице от потери крови 13 августа 1990 года. Похоронен на Антакальнисском кладбище.
Лауреат Государственной премии Литовской ССР 1970 года. Заслуженный деятель науки Литовской ССР (1977).
Автор 454 печатных работ, соавтор 12 научных открытий в области физики полупроводников и лазерной спектроскопии.
Установил, что в случае облучения мощными импульсами лазерного излучения возникает новый канал рекомбинации через экситонные состояния. Обнаружил и объяснил эффекты генерации — рекомбинации, управляемые электрическим полем в полимерных веществах. Создал теорию скрытого электрографического изображения.
Сочинения:
- Elektronų statistika ir šuoliai puslaidininkiuose / Juozas Vidmantis Vaitkus, Jurgis Viščakas. — Vilniaus valstybinis universitetas, 1976. — 218 p.: iliustr.
- Амплитудная и фазовая части нелинейного отклика просветляющих красителей при пикосекундном возбуждении / М. А. Васильева, Ю. Вищакас, В. Гульбинас и др. — Вильнюс : Б. и., 1982. — 52 с. : ил.; 20 см.
- Кристаллические активные среды с высокой кубической нелинейностью / К. Андрюнас, А. Барила, Ю. Вищакас и др. — Препр. — Вильнюс : Б. и., 1987. — 53,[1] с. : ил.; 20 см.